# John Watson (autóversenyző)
John Marshall "Wattie" Watson (Belfast, Észak-Írország, 1946. május 4. –) brit autóversenyző, Formula–1-es pilóta volt.

## Pályafutása
Az 1983-as Formula–1 világbajnokság második futamát, a nyugat-amerikai nagydíjat, Long Beachen március 27-én rendezték. Ő ezen a versenyen a 22. rajtkockát szerezte meg, és elsőként ért célba. Ezzel tartja a rekordot, a pole-pozíciótól legtávolabb induló, de győzelmet szerző versenyzőt.
Lassan haladt előre az együlésesek ranglistáján , míg végül at 1973-as Formula–1 világbajnokságon bemutatkozott a Formula–1-ben is. Több középszerű csapattal versenyzett, mígnem 1975-ben leigazolta a Team Penske. Az osztrák nagydíjon látványos győzelmet szerzett csapatának. 1977-ben és 1978-ban a Brabham színeiben versenyzett. Néhány eredménytelen idényt töltött a McLarennél. Amikor 1982-ben Niki Lauda visszatért a Formula–1-be John is harcba szállt a világbajnoki címért. 1983-ban kissé háttérbe szorult az osztrák pilóta mögött, bár így is sikerült futamgyőzelmet aratnia a nyugat-amerikai nagydíjon. 1984-ben csapat nélkül maradt. 1985-ben egy rövid időre visszatért Niki Laudát helyettesíteni, de jelentős eredményeket nem tudott felmutatni.
Később sportkocsiversenyeken indult, majd megalapította saját autóversenyző-iskoláját. Jelenleg a Sky Sports televízióban kommentátorként tevékenykedik Ben Edwards mellett.

## Teljes Formula–1-es eredménysorozata
(Táblázat értelmezése)

(Félkövér: pole-pozícióból indult; dőlt: leggyorsabb kört futott) 

| Év   | Csapat                | 1       | 2      | 3      | 4       | 5      | 6      | 7      | 8      | 9      | 10     | 11     | 12     | 13     | 14     | 15      | 16     | 17     | Helyezés | Pont |
| ---- | --------------------- | ------- | ------ | ------ | ------- | ------ | ------ | ------ | ------ | ------ | ------ | ------ | ------ | ------ | ------ | ------- | ------ | ------ | -------- | ---- |
| 1973 | Brabham               | ARG     | BRA    | RSA    | ESP     | BEL    | MON    | SWE    | FRA    | GBR Ki | NED    | GER    | AUT    | ITA    | CAN    | USA Ki  |        |        | -        | 0    |
| 1974 | Goldie Hexagon Racing | ARG 12  | BRA Ki | RSA Ki | ESP 11  | BEL 11 | MON 6  | SWE 11 | NED 7  | FRA 16 | GBR 11 | GER Ki | AUT 4  | ITA 7  | CAN Ki | USA 5   |        |        | 15.      | 6    |
| 1975 | Team Surtees          | ARG Kiz | BRA 10 | RSA 16 | ESP 8   | MON Ki | BEL 10 | SWE 16 | NED Ki | FRA 13 | GBR 11 |        | AUT 10 | ITA    |        |         |        |        | -        | 0    |
| 1975 | Lotus                 |         |        |        |         |        |        |        |        |        |        | GER Ki |        |        |        |         |        |        | -        | 0    |
| 1975 | Team Penske           |         |        |        |         |        |        |        |        |        |        |        |        |        | USA 9  |         |        |        | -        | 0    |
| 1976 | Team Penske           | BRA Ki  | RSA 5  | USW Hn | ESP Ki  | BEL 7  | MON 10 | SWE Ki | FRA 3  | GBR 3  | GER 7  | AUT 1  | NED Ki | ITA 11 | CAN 10 | USA 6   | JPN Ki |        | 7.       | 20   |
| 1977 | Brabham               | ARG Ki  | BRA Ki | RSA 6  | USW Kiz | ESP Ki | MON Ki | BEL Ki | SWE 5  | FRA 2  | GBR Ki | GER Ki | AUT 8  | NED Ki | ITA Ki | USA 12  | CAN Ki | JPN Ki | 13.      | 9    |
| 1978 | Brabham               | ARG Ki  | BRA 8  | RSA 3  | USW Ki  | MON 4  | BEL Ki | ESP 5  | SWE Ki | FRA 4  | GBR 3  | GER 7  | AUT 7  | NED 4  | ITA 2  | USA Ki  | CAN Ki |        | 6.       | 25   |
| 1979 | McLaren               | ARG 3   | BRA 8  | RSA Ki | USW Ki  | ESP Ki | BEL 6  | MON 4  | FRA 11 | GBR 4  | GER 5  | AUT 9  | NED Ki | ITA Ki | CAN 6  | USA 6   |        |        | 9.       | 15   |
| 1980 | McLaren               | ARG Ki  | BRA 11 | RSA 11 | USW 4   | BEL Hn | MON NK | FRA 7  | GBR 8  | GER Ki | AUT Ki | NED Ki | ITA Ki | CAN 4  | USA Hn |         |        |        | 11.      | 6    |
| 1981 | McLaren               | USW Ki  | BRA 8  | ARG Ki | SMR 10  | BEL 7  | MON Ki | ESP 3  | FRA 2  | GBR 1  | GER 6  | AUT 6  | NED Ki | ITA Ki | CAN 2  | LVS 7   |        |        | 6.       | 27   |
| 1982 | McLaren               | RSA 6   | BRA 2  | USW 6  | SMR Vi  | BEL 1  | MON Ki | DET 1  | CAN 3  | NED 9  | GBR Ki | FRA Ki | GER Ki | AUT 9  | SUI 13 | ITA 4   | LVS 2  |        | 3.       | 39   |
| 1983 | McLaren               | BRA Ki  | USW 1  | FRA Ki | SMR 5   | MON NK | BEL Ki | DET 3  | CAN 6  | GBR 9  | GER 5  | AUT 9  | NED 3  | ITA Ki | EUR Ki | RSA Kiz |        |        | 6.       | 22   |
| 1985 | McLaren               | BRA     | POR    | SMR    | MON     | CAN    | DET    | FRA    | GBR    | GER    | AUT    | NED    | ITA    | BEL    | EUR 7  | RSA     | AUS    |        | -        | 0    |

## Fordítás
- Ez a szócikk részben vagy egészben  a   John Watson (racing driver) című angol Wikipédia-szócikk fordításán alapul.  Az eredeti cikk szerkesztőit annak laptörténete sorolja fel. Ez a jelzés csupán a megfogalmazás eredetét és a szerzői jogokat jelzi, nem szolgál a cikkben szereplő információk forrásmegjelöléseként.

## Külső hivatkozások
- John Watson pályafutása (angol)